# Diplocentria forsslundi
Diplocentria forsslundi là một loài nhện trong họ Linyphiidae.
Loài này thuộc chi Diplocentria. Diplocentria forsslundi được Herman Theodor Holm miêu tả năm 1939.